# Виена днес
„Виена днес“ (на немски: Wien heute) е вестник на българите в Австрия, издаван във Виена от 1989 г. насам.
Излиза на 2 езика в електронен вид, както и печатно издание с 1500 екземпляра, които се разпространяват в 12 държави. Издател и главен редактор на вестника е Сашка Журков.
Изданието се състои от 6 многоцветни страници, формат А3, и излиза в средата на всеки месец. Съдържанието обхваща всички аспекти на живота в Австрия – новини, събития, известни личности, закони и правила и др.